# پست-باپ
پست-باپ (انگلیسی: post-bop) سبکی از موسیقی جاز شکل گرفته بین اوایل تا میانه‌های دهه ۱۹۶۰ است که هارد باپ، مودال جاز، جاز آوانگارد و جاز آزاد را به هم پیوند می‌دهد اما شبیه هیچ‌یک از آنها به تنهایی نیست. موسیقیدانان پست‌باپ (گروه‌هایی همچون کوئینتت دوم مایلز دیویس و کوارتت جان کولترین) رویکردی آزادانه، انتزاعی و خلاقانه در فرم، تمپو و متر به کار می‌گرفتند و غالب آثار این سبک را بلو نت رکوردز منتشر می‌کرد.